# Iaroslav le Sage
Pour les articles homonymes, voir Iaroslav et Le Sage.
Iaroslav Vladimirovitch (en ukrainien : Яросла́в Володи́мирович et en russe : Ярослав Владимирович), dit Iaroslav Ier et plus connu sous le nom de Iaroslav le Sage (en russe : Ярослав Мудрый, en ukrainien : Ярослав Мудрий, et en vieux norrois : Jarizleifr), est un grand-prince de la Rus' de Kiev de la dynastie des Riourikides (né en 978 et mort le 20 février 1054 à Vychgorod), qui régna de 1016 à 1018, puis de 1019 à 1024 et enfin de 1024 à 1054.
Fils du Varègue Vladimir Ier le Grand et de Rogneda de Polotsk, il est également prince de Rostov de 978 à 1010, et prince de Novgorod de 1010 à 1019.
C'est sous son règne que la Rus' de Kiev connaît son apogée.

## Biographie
Né en 978, Iaroslav, formé aux armes par son grand-oncle et tuteur de son père le général Dobrynia (en) (frère de sa grand-mère Maloucha), est d'abord fait prince de Novgorod. Après la mort de son père en 1015, il doit d'abord lutter contre son demi-frère Sviatopolk Ier « le Maudit » (qui tua Boris et Gleb, frères de Iaroslav, pour s'emparer du trône de Kiev), soutenu par la Pologne, mais il devient grand-prince de Kiev en 1019, après sa victoire sur ce dernier, aidé par les Novgorodiens et des mercenaires varègues, mettant fin à la guerre civile au sein de la Rus' de Kiev.
En 1024, il est détrôné seulement pour quelques mois par son frère Mstislav de Tchernigov dit « le Brave ».
En 1036, une grande victoire élimine la sempiternelle menace des Petchenègues. En 1038, Iaroslav marche contre les Iatviagues et en 1040, il fait une expédition en Lituanie. En 1041, avec des bateaux, il attaque les Mazoviens. En revanche, une expédition lancée contre l'Empire byzantin, en 1043, par son fils aîné Vladimir, tourne au désastre. En 1047, il marche de nouveau contre les Mazoviens, tue leur prince Moïslav et les soumet au roi Casimir Ier le Restaurateur de Pologne.
L'église de la sainte Mère de Dieu qu'avait bâtie Vladimir Ier, le père de Iaroslav, est consacrée par le métropolitain Théopompte en 1039. Grand bâtisseur et législateur, il obtient des Byzantins que Kiev devienne le siège d'un métropolite ruthène (de la Rus').
À sa mort le 20 février 1054, son patrimoine est partagé entre ses cinq fils survivants dont trois lui succéderont comme grands-princes de Kiev. Son testament écarte son petit-neveu Vseslav de Polotsk, et son petit-fils Rostislav de Novgorod, qui commencèrent déjà avant sa mort à fomenter des troubles. Cet évènement causera une guerre civile entre cousins riourikides (Vseslav et ses alliés contre les fils de Iaroslav), qui durera plusieurs décennies et qui touchera plusieurs générations de princes ukrainiens.

## Famille

### Ancêtres
|  |                           |  |  |  |  |  |  |  |  |  |  |  |  |  |  |  |
|  | 16. Riourik               |  |  |  |  |  |  |  |  |  |  |  |  |  |  |  |
|  |                           |  |  |  |  |  |  |  |  |  |  |  |  |  |  |  |
|  |                           |  |  |  |  |  |  |  |  |  |  |  |  |  |  |  |
|  | 8. Igor de Kiev           |  |  |  |  |  |  |  |  |  |  |  |  |  |  |  |
|  |                           |  |  |  |  |  |  |  |  |  |  |  |  |  |  |  |
|  |                           |  |  |  |  |  |  |  |  |  |  |  |  |  |  |  |
|  | 4. Sviatoslav Ier de Kiev |  |  |  |  |  |  |  |  |  |  |  |  |  |  |  |
|  |                           |  |  |  |  |  |  |  |  |  |  |  |  |  |  |  |
|  |                           |  |  |  |  |  |  |  |  |  |  |  |  |  |  |  |
|  | 18. Oleg le Sage          |  |  |  |  |  |  |  |  |  |  |  |  |  |  |  |
|  |                           |  |  |  |  |  |  |  |  |  |  |  |  |  |  |  |
|  |                           |  |  |  |  |  |  |  |  |  |  |  |  |  |  |  |
|  | 9. Olga de Kiev           |  |  |  |  |  |  |  |  |  |  |  |  |  |  |  |
|  |                           |  |  |  |  |  |  |  |  |  |  |  |  |  |  |  |
|  |                           |  |  |  |  |  |  |  |  |  |  |  |  |  |  |  |
|  | 19. Hélène                |  |  |  |  |  |  |  |  |  |  |  |  |  |  |  |
|  |                           |  |  |  |  |  |  |  |  |  |  |  |  |  |  |  |
|  |                           |  |  |  |  |  |  |  |  |  |  |  |  |  |  |  |
|  | 2. Vladimir Ier           |  |  |  |  |  |  |  |  |  |  |  |  |  |  |  |
|  |                           |  |  |  |  |  |  |  |  |  |  |  |  |  |  |  |
|  |                           |  |  |  |  |  |  |  |  |  |  |  |  |  |  |  |
|  | 10. Malk Lioubetchanine   |  |  |  |  |  |  |  |  |  |  |  |  |  |  |  |
|  |                           |  |  |  |  |  |  |  |  |  |  |  |  |  |  |  |
|  |                           |  |  |  |  |  |  |  |  |  |  |  |  |  |  |  |
|  | 5. Maloucha               |  |  |  |  |  |  |  |  |  |  |  |  |  |  |  |
|  |                           |  |  |  |  |  |  |  |  |  |  |  |  |  |  |  |
|  |                           |  |  |  |  |  |  |  |  |  |  |  |  |  |  |  |
|  | 1. Iaroslav le Sage       |  |  |  |  |  |  |  |  |  |  |  |  |  |  |  |
|  |                           |  |  |  |  |  |  |  |  |  |  |  |  |  |  |  |
|  |                           |  |  |  |  |  |  |  |  |  |  |  |  |  |  |  |
|  | 6. Rogvold                |  |  |  |  |  |  |  |  |  |  |  |  |  |  |  |
|  |                           |  |  |  |  |  |  |  |  |  |  |  |  |  |  |  |
|  |                           |  |  |  |  |  |  |  |  |  |  |  |  |  |  |  |
|  | 3. Rogneda de Polotsk     |  |  |  |  |  |  |  |  |  |  |  |  |  |  |  |
|  |                           |  |  |  |  |  |  |  |  |  |  |  |  |  |  |  |
|  |                           |  |  |  |  |  |  |  |  |  |  |  |  |  |  |  |

### Unions et descendance
Iaroslav avait épousé :
- Anne dont :
  - Iliya, prince de Novgorod de 1015 à sa mort, en 1020 ;

- Ingigerd, une fille du roi de Suède Olof Skötkonung, (morte en 1048/1050). Il est le père de :
  - Anastasia, épouse d'André Ier, roi de Hongrie,
  - Anne qui deviendra reine de France en 1051 après son mariage avec le roi Henri Ier,
  - Élisabeth, mariée à Harald III, roi de Norvège,
  - peut-être Agathe  (née vers 1025 † après 1066) épouse Édouard l'Exilé,

et de six fils :
- Vladimir, né en 1020. Prince de Novgorod de 1036 à sa mort en 1052. Il fait construire en 1045 la cathédrale Sainte-Sophie de Novgorod, chef-d'œuvre de l'architecture médiévale russe,
- Iziaslav Ier, prince de Tourov et de Novgorod de 1052 à 1054 puis grand-prince de Kiev en 1054,
- Sviatoslav II, prince de Tchernigov de 1054 à 1073,
- Vsevolod Ier, prince de Pereïaslav de 1054 à 1073,
- Igor, prince de Vladimir de 1054 à 1057 puis de Smolensk de 1057 à sa mort en 1060,
- Viatcheslav, prince de Smolensk de 1054 à sa mort en 1057.

## Postérité
Au printemps 2008, une émission télévisée et populaire "Les grands Ukrainiens (uk)" (Velyki Ukrayintsi) diffusé par la chaîne de télévision Inter dont le principe est de faire voter les téléspectateurs ukrainiens pour une personnalité ayant marqué l'histoire du pays révèle que Iaroslav le Sage est considéré comme étant « le plus grand Ukrainien de tous les temps ».
En 2010 sort un film en Russie consacré au début de la vie de Iaroslav, intitulé Prince Yaroslav (en russe : Ярослав. Тысячу лет назад ; Yaroslav. Tysyachu let nazad). La Faculté de droit de l'université de Kharkiv porte son nom.

## Galerie

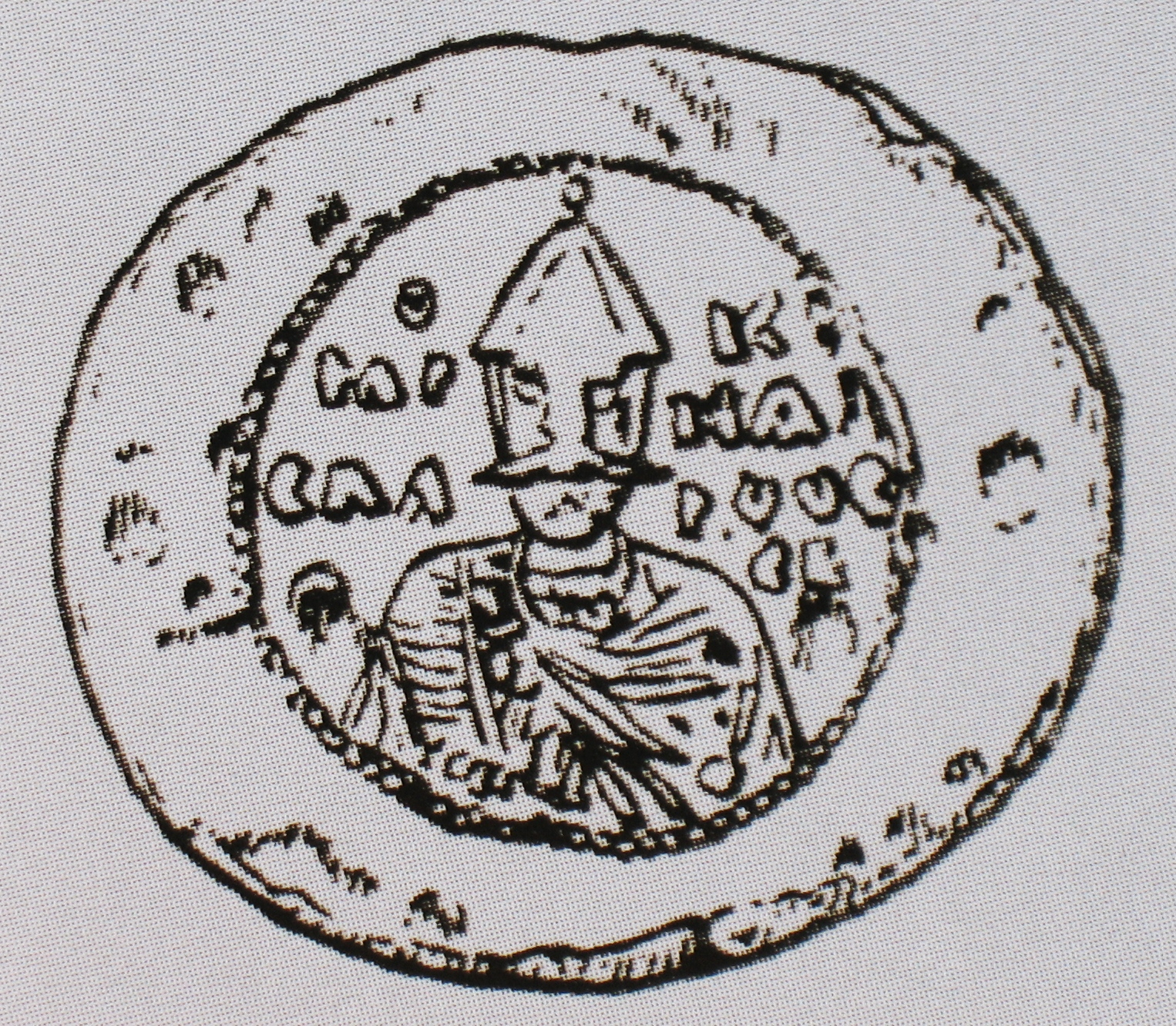
Figure de Iaroslav le Sage sur une pièce de monnaie.
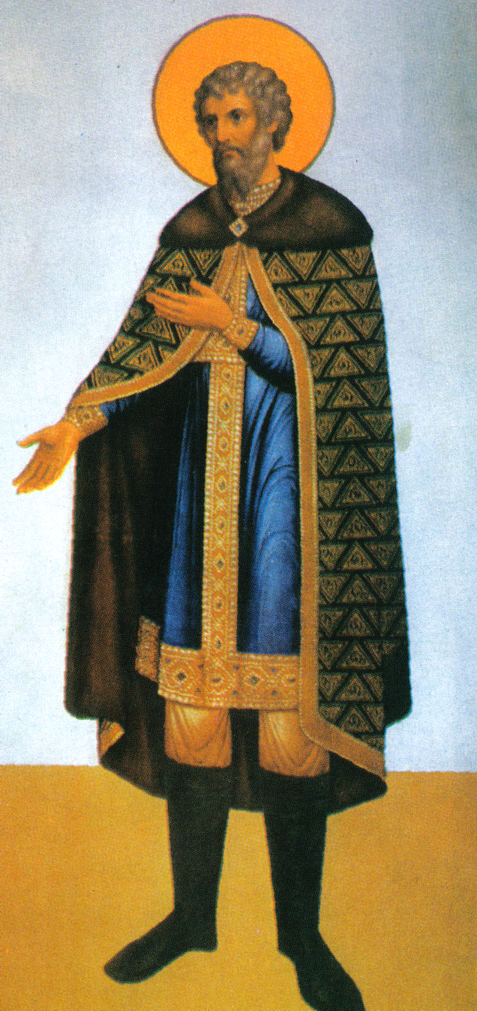
Portrait de Iaroslav le Sage.
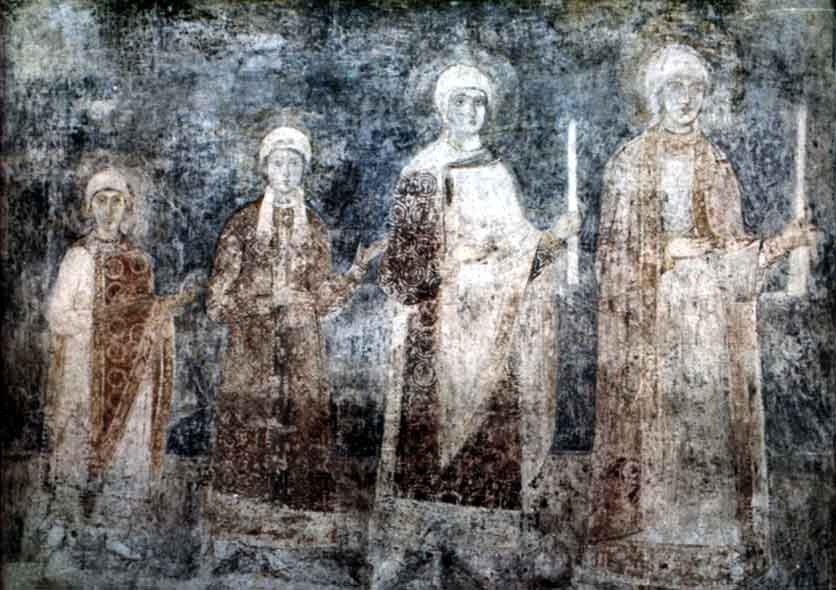
Fresque du XIe siècle dans la cathédrale Sainte-Sophie de Kiev représentant les filles de Iaroslav Ier, Anne, Anastasia, Elizabeth et peut-être Agathe.
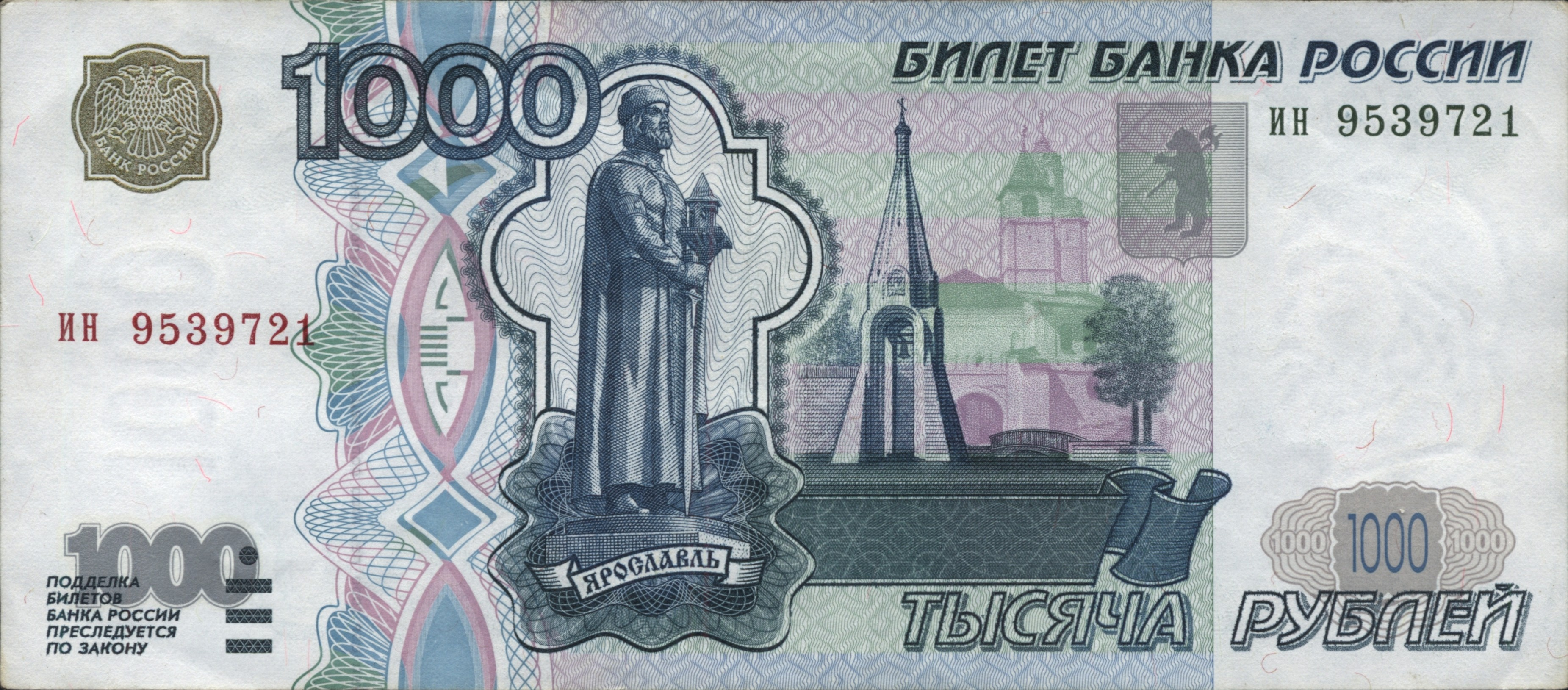
Monument de Iaroslav dans la ville de Iaroslavl sur un billet de 1 000 roubles russes.
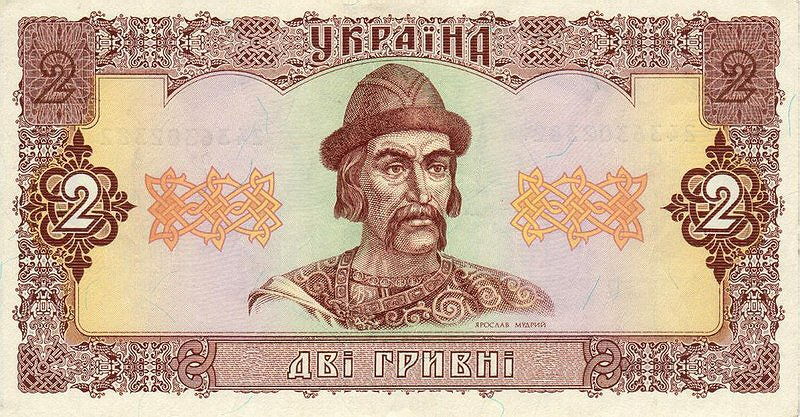
Iaroslav représenté sur un hryvnia ukrainien.
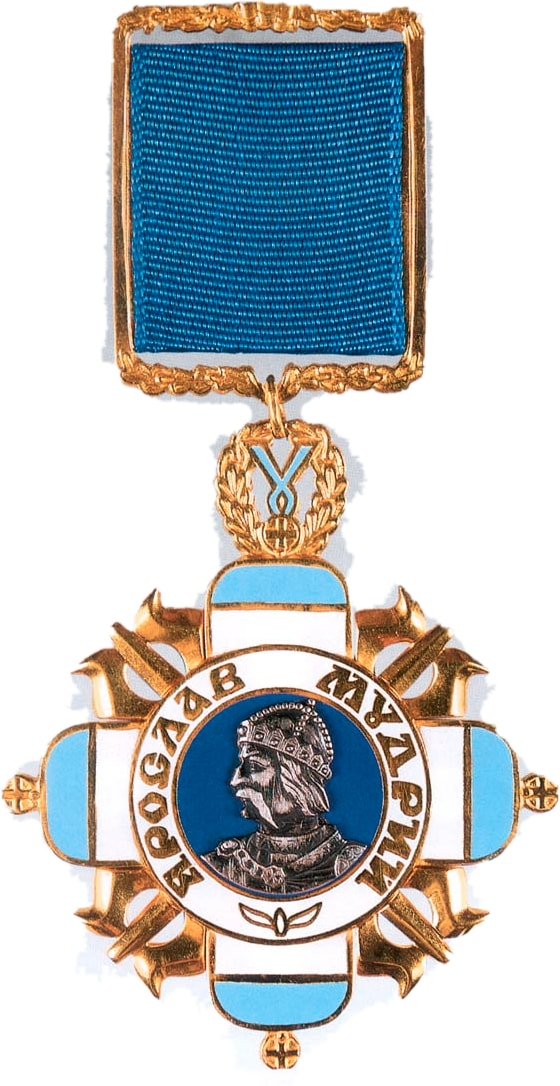
Médaille ukrainienne de l'ordre du Prince Iaroslav le Sage.
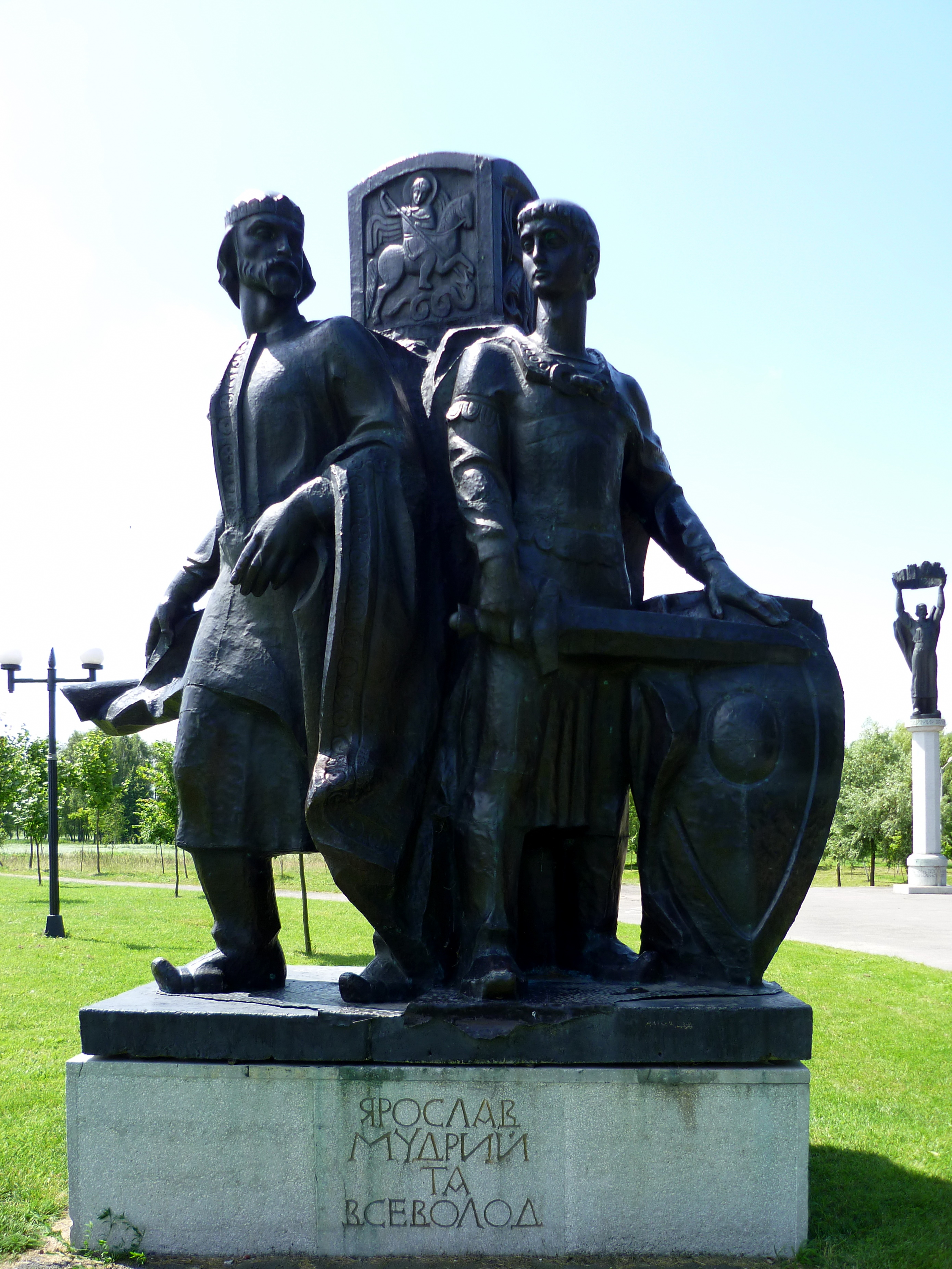
Statue au parc Sloviansk à Volodymyr.